# 埃弗斯·伯恩斯
埃弗斯·艾伦·伯恩斯（英語：Evers Allen Burns，1971年8月24日—），美国NBA联盟前职业篮球运动员。他在1993年的NBA选秀中第2轮第31顺位被萨克拉门托国王选中。